# Lamponusa
Lamponusa is een monotypisch geslacht van spinnen uit de  familie van de Lamponidae.

## Soort
- Lamponusa gleneagle Platnick, 2000